# A Bit of Liverpool
Albums de The Supremes
Where Did Our Love Go
(1964) Sing Country, Western and Pop
(1965)
A Bit of Liverpool ( With Love (From Us to You) au Royaume-Uni) est le troisième album du groupe The Supremes, sorti en octobre 1964. Il se compose entièrement de reprises d'artistes à succès de la British Invasion, comme The Beatles, The Dave Clark Five, Gerry and the Pacemakers ou The Animals.

## Titres

### Face 1
1. How Do You Do It? (Mitch Murray)
2. A World Without Love (en) (John Lennon, Paul McCartney)
3. The House of the Rising Sun (traditionnel)
4. A Hard Day's Night (Lennon, McCartney)
5. Because (en) (Dave Clark)
6. You've Really Got a Hold on Me (Smokey Robinson)

### Face 2
1. You Can't Do That (Lennon, McCartney)
2. Do You Love Me (en) (Berry Gordy)
3. Can't Buy Me Love (Lennon, McCartney)
4. I Want to Hold Your Hand (Lennon, McCartney)
5. Bits and Pieces (en) (Dave Clark, Mike Smith)